# Rhophitulus
Rhophitulus is een geslacht van vliesvleugelige insecten uit de familie Andrenidae

## Soorten
- R. aeneiventris (Friese, 1908)
- R. anomalus (Moure & Lucas de Oliveira, 1962)
- R. argentinus (Schrottky, 1910)
- R. brunneicornis (Strand, 1910)
- R. callurus (Cockerell, 1918)
- R. dubius (Vachal, 1909)
- R. eustictus (Schlindwein & Moure, 1998)
- R. evansi (Ruz & Chiappa, 2004)
- R. flavitarsis (Schlindwein & Moure, 1998)
- R. formosus (Schlindwein & Moure, 1998)
- R. friesei Ducke, 1907
- R. guariticola (Schlindwein & Moure, 1998)
- R. hamatus (Schlindwein & Moure, 1998)
- R. harterae (Schlindwein & Moure, 1998)
- R. herbsti (Friese, 1906)
- R. holostictus (Schlindwein & Moure, 1998)
- R. hyptidis Ducke, 1908
- R. malvacearum (Schlindwein & Moure, 1998)
- R. minutus (Schlindwein & Moure, 1998)
- R. nasutus (Friese, 1916)
- R. obscurigaster (Vachal, 1909)
- R. paraguayanus (Strand, 1910)
- R. pauloensis (Friese, 1916)
- R. pereziae (Schlindwein & Moure, 1998)
- R. plumosulus (Schlindwein & Moure, 1998)
- R. politus (Schlindwein & Moure, 1998)
- R. pygidialis (Vachal, 1909)
- R. reticulatus (Schlindwein & Moure, 1998)
- R. saltensis (Friese, 1908)
- R. solani (Ducke, 1913)
- R. steinbachi (Friese, 1916)
- R. testaceus Ducke, 1907
- R. vagabundus (Cockerell, 1918)